# Kommune Qeqertalik
Die Kommune Qeqertalik ist eine grönländische Kommune mit einer Bevölkerung von etwa 6.200 Einwohnern und einer Fläche von 62.400 km². Der Kommunalsitz liegt in Aasiaat.

## Lage
Die Kommune Qeqertalik liegt im zentralen Nordgrönland und ist geografisch vor allem durch die Diskobucht geprägt. Nördlich des Fjords Eqaluit grenzt die Avannaata Kommunia an. Der Sullorsuaq bildet eine Seegrenze zu selbiger. Im Süden bildet der Fjord Nassuttooq die Grenze zur Qeqqata Kommunia.

## Geschichte
2016 wurde beschlossen, die Qaasuitsup Kommunia zum 1. Januar 2018 aufzulösen. Dabei erhielt die Kommune Qeqertalik die südlichen vier Distrikte der Qaasuitsup Kommunia, also die Distrikte Qeqertarsuaq, Qasigiannguit, Aasiaat und Kangaatsiaq. Der Name der Kommune bedeutet übersetzt „Kommune mit Inseln“.

## Orte
Der Küstenlinie entlang von Norden nach Süden liegen folgende Orte in der Kommune Qeqertalik:
| Ort                | Distrikt               | Einwohnerzahl (1. Januar 2022) |
| ------------------ | ---------------------- | ------------------------------ |
| Kangerluk          | Distrikt Qeqertarsuaq  | 14                             |
| Qeqertarsuaq       | Distrikt Qeqertarsuaq  | 840                            |
| Qasigiannguit      | Distrikt Qasigiannguit | 1041                           |
| Ikamiut            | Distrikt Qasigiannguit | 74                             |
| Akunnaaq           | Distrikt Aasiaat       | 67                             |
| Aasiaat            | Distrikt Aasiaat       | 2977                           |
| Kitsissuarsuit     | Distrikt Aasiaat       | 63                             |
| Kangaatsiaq        | Distrikt Kangaatsiaq   | 509                            |
| Niaqornaarsuk      | Distrikt Kangaatsiaq   | 239                            |
| Ikerasaarsuk       | Distrikt Kangaatsiaq   | 104                            |
| Iginniarfik        | Distrikt Kangaatsiaq   | 65                             |
| Attu               | Distrikt Kangaatsiaq   | 187                            |
| Kommune Qeqertalik | Kommune Qeqertalik     | 6180                           |

## Politik

### Bürgermeister
- 2018–2025: Ane Hansen (Inuit Ataqatigiit)
- seit 2025: Simigaq Heilmann (Demokraatit)

### Kommunalwahlergebnisse
| Wahl | Atassut | Demokraatit | Inuit Ataqatigiit | Naleraq | Siumut | Einzelkandidaten |
| ---- | ------- | ----------- | ----------------- | ------- | ------ | ---------------- |
| 2017 | 7,8 %   | 5,1 %       | 45,1 %            | 0,9 %   | 41,1 % | —                |
| 2021 | 8,2 %   | 8,9 %       | 54,1 %            | 1,5 %   | 26,1 % | 1,3 %            |
| 2025 | 8,5 %   | 26,7 %      | 18,1 %            | 7,2 %   | 39,5 % | —                |

### Kommunalrat
Folgende Personen wurden 2025 in den Kommunalrat gewählt:
| Name                 | Partei | Partei            | Anmerkungen          |
| -------------------- | ------ | ----------------- | -------------------- |
| Maritha Broberg      |        | Atassut           |                      |
| Sussi Adelholm       |        | Demokraatit       |                      |
| Simigaq Heilmann     |        | Demokraatit       | Bürgermeisterin      |
| Inger Jeremiassen    |        | Demokraatit       |                      |
| Aqissiaq Semsen      |        | Demokraatit       |                      |
| Kristian Jeremiassen |        | Inuit Ataqatigiit |                      |
| Niels Kristensen     |        | Inuit Ataqatigiit |                      |
| Søren Olsvig         |        | Inuit Ataqatigiit |                      |
| Jens Vetterlain      |        | Naleraq           | 1. Vizebürgermeister |
| Per Ole Frederiksen  |        | Siumut            |                      |
| Aqqa Jensen          |        | Siumut            |                      |
| Frantz Lundblad      |        | Siumut            |                      |
| Aqqalu Reimer        |        | Siumut            | 2. Vizebürgermeister |
| Aqqa Samuelsen       |        | Siumut            |                      |
| Paneeraq Sandgreen   |        | Siumut            |                      |

Grün hinterlegte Personen gehören der Koalition an.

## Wirtschaft
Die Kommune Qeqertalik lebt vor allem von der Fischerei. Die bedeutendsten Fangprodukte sind Heilbutt, Krabben, Garnelen, Rogen und Kabeljau. Daneben spielt der Tourismus eine größere Rolle in der Region, vor allem durch die Nachbarschaft zum Tourismuszentrum Ilulissat.

## Verkehr
Der Verkehr in der Kommune Qeqertalik läuft vor allem über die Schifffahrt in der Diskobucht. In der Kommune befindet sich ein Flughafen, der Flughafen Aasiaat, von dem aus die übrigen Städte und Dörfer mit Helikoptern angeflogen werden.

## Wappen
Das Wappen wurde von Julius Jeremiassen gestaltet und ist eine Karte, auf der alle Städte und Dörfer der Kommune mit einem Stern markiert sind.